# Leichtathletik-Länderkampf der Frauen 1971 Großbritannien – BR Deutschland
| 10. Leichtathletik-Länderkampf mit bundesdeutscher Beteiligung 1971 | 10. Leichtathletik-Länderkampf mit bundesdeutscher Beteiligung 1971 |
| ------------------------------------------------------------------- | ------------------------------------------------------------------- |
|                                                                     |                                                                     |
| Ländervergleich der Frauen: Großbritannien – BR Deutschland         |                                                                     |
| Austragungsort                                                      | London                                                              |
| Wettbewerbe                                                         | 13                                                                  |
| Datum                                                               | 28./30. August                                                      |
| 1. FRG 2. GBR                                                       | 81 Punkte 54 Punkte                                                 |
| Chronik                                                             |                                                                     |
| ← GBR-FRG (M)                                                       | FRG-URS 10kampf (M) →                                               |

Der zehnte Vergleich des Länderkampfjahres 1971 bestand in der Begegnung der Frauen zwischen Großbritannien und der Bundesrepublik Deutschland. Ausgetragen wurde der Wettkampf am 28./30. August in London parallel zum Ländervergleich der Männer. Elf Mal waren die beiden Frauenteams bereits aufeinander getroffen, sechs Siege hatte es für die Bundesrepublik gegeben, fünf für Großbritannien. Die letzte Begegnung 1969 in Hamburg hatten die Britinnen für sich entschieden.

## Wettbewerb und Modus
Auf dem Programm standen die inzwischen üblichen dreizehn Wettbewerbe, die das damalige olympische Frauenprogramm komplett abdeckten und darüber hinaus den 1500-Meter-Lauf und die 4-mal-400-Meter-Staffel beinhalteten. Anstelle des Hürdenlaufs über 80 Meter wurde wie bei den Olympischen Spielen ab 1972 der 100-Meter-Hürdenlauf ausgetragen. Die Wertung erfolgte in allen Disziplinen nach dem Standardsystem.

## Ergebnis
Die bundesdeutschen Frauen waren ihren Gegnerinnen wie auch ihre männlichen Kollegen ihren Kontrahenten im parallel stattfindenden Aufeinandertreffen überlegen. Die britischen Leichtathletinnen präsentierten sich allerdings stark in den Sprüngen. Sie gewannen sowohl den Hoch- als auch den Weitsprung. Von den Laufwettbewerben gingen fünf an die Bundesrepublik und einer an Großbritannien. Beide Staffeln sowie die drei Wurf-/Stoßdisziplinen entschieden die bundesdeutschen Sportlerinnen ausnahmslos für sich. So siegten die bundesdeutschen Frauen mit 81 zu 54 Punkten und verbesserten die Bilanz auf sieben zu fünf für die Bundesrepublik Deutschland.

## Resultate

### 100 m
| Platz | Athletin              | Land | Zeit (s) |
| ----- | --------------------- | ---- | -------- |
| 1     | Ingrid Mickler-Becker | FRG  | 11,8     |
| 2     | Elfgard Schittenhelm  | FRG  | 11,9     |
| 3     | Anita Neil            | GBR  | 12,2     |
| 4     | Elizabeth Johns       | GBR  | 12,2     |

Datum: 28. August

### 200 m
| Platz | Athletin             | Land | Zeit (s) |
| ----- | -------------------- | ---- | -------- |
| 1     | Helen Golden         | GBR  | 24,1     |
| 2     | Sharon Colyear       | GBR  | 24,7     |
| 3     | Christine Tackenberg | FRG  | 24,8     |
| 4     | Annelie Wilden       | FRG  | 24,8     |

Datum: 30. August

### 400 m
| Platz | Athletin          | Land | Zeit (s) |
| ----- | ----------------- | ---- | -------- |
| 1     | Inge Bödding      | FRG  | 53,3     |
| 2     | Rosemary Stirling | GBR  | 53,3     |
| 3     | Jannette Roscoe   | GBR  | 54,3     |
| 4     | Christel Frese    | FRG  | 54,5     |

Datum: 28. August

### 800 m
| Platz | Athletin        | Land | Zeit (min) |
| ----- | --------------- | ---- | ---------- |
| 1     | Hildegard Falck | FRG  | 2:05,1     |
| 2     | Pat Lowe        | GBR  | 2:05,7     |
| 3     | Sylvia Schenk   | FRG  | 2:06,1     |
| 4     | Thelma Bateman  | GBR  | 2:07,8     |

Datum: 30. August

### 1500 m
| Platz | Athletin       | Land | Zeit (min) |
| ----- | -------------- | ---- | ---------- |
| 1     | Ellen Tittel   | FRG  | 4:14,0     |
| 2     | Christa Merten | FRG  | 4:15,2     |
| 3     | Rita Ridley    | GBR  | 4:16,3     |
| 4     | Joan Allison   | GBR  | 4:17,4     |

Datum: 30. August

### 100 m Hürden
| Platz | Athletin        | Land | Zeit (s) |
| ----- | --------------- | ---- | -------- |
| 1     | Heide Rosendahl | FRG  | 14,1     |
| 2     | Sheila Garnett  | GBR  | 14,2     |
| 3     | Judy Vernon     | GBR  | 14,4     |
| 4     | Gudrun Gülck    | FRG  | 14,7     |

Datum: 28. August

### 4 × 100 m Staffel
| Platz | Besetzung      | Land                                                                          | Zeit (s) |
| ----- | -------------- | ----------------------------------------------------------------------------- | -------- |
| 1     | BR Deutschland | Bärbel Hähnle Christine Tackenberg Elfgard Schittenhelm Ingrid Mickler-Becker | 44,6     |
| 2     | Großbritannien | Anita Neil Helen Golden Madeleine Cobb Elizabeth Johns                        | 45,0     |

Datum: 28. August

### 4 × 400 m Staffel
| Platz | Besetzung      | Land                                                       | Zeit (min) |
| ----- | -------------- | ---------------------------------------------------------- | ---------- |
| 1     | BR Deutschland | Christa Czekay Christel Frese Hildegard Falck Inge Bödding | 3:34,5     |
| 2     | Großbritannien | Verona Bernard Jannette Roscoe Pat Lowe Rosemary Stirling  | 3:34,6     |

Datum: 30. August

### Hochsprung
| Platz | Athletin       | Land | Höhe (m) |
| ----- | -------------- | ---- | -------- |
| 1     | Barbara Inkpen | GBR  | 1,83     |
| 2     | Renate Gärtner | FRG  | 1,73     |
| 3     | Karen Mack     | FRG  | 1,70     |
| 4     | Ruth Watt      | GBR  | 1,70     |

Datum: 28. August

### Weitsprung
| Platz | Athletin             | Land | Weite (m) |
| ----- | -------------------- | ---- | --------- |
| 1     | Sheila Sherwood      | GBR  | 6,64      |
| 2     | Heide Rosendahl      | FRG  | 6,63      |
| 3     | Barbara-Anne Barrett | GBR  | 6,24      |
| 4     | Brigitte Roesen      | FRG  | 5,97      |

Datum: 28. August

### Kugelstoßen
| Platz | Athletin           | Land | Weite (m) |
| ----- | ------------------ | ---- | --------- |
| 1     | Sigrun Kofink      | FRG  | 16,15     |
| 2     | Brigitte Berendonk | FRG  | 15,15     |
| 3     | Brenda Bedford     | GBR  | 14,84     |
| 4     | Rosemary Payne     | GBR  | 12,93     |

Datum: 28. August

### Diskuswurf
| Platz | Athletin           | Land | Weite (m) |
| ----- | ------------------ | ---- | --------- |
| 1     | Liesel Westermann  | FRG  | 58,22     |
| 2     | Brigitte Berendonk | FRG  | 55,80     |
| 3     | Rosemary Payne     | GBR  | 54,66     |
| 4     | Brenda Bedford     | GBR  | 45,44     |

Datum: 28. August

### Speerwurf
| Platz | Athletin           | Land | Weite (m) |
| ----- | ------------------ | ---- | --------- |
| 1     | Ameli Koloska      | FRG  | 57,06     |
| 2     | Anneliese Gerhards | FRG  | 54,72     |
| 3     | Janet Baker        | GBR  | 43,98     |
| 4     | Averil Williams    | GBR  | 38,34     |

Datum: 30. August